# Большая золотая медаль за учёные труды
Большая золотая медаль за учёные труды — одна из высших наград Русского географического общества, учреждённая в 1946 году, являлась высшей наградой общества до восстановления Константиновской медали в 2010 году, после этого — высшая награда, вручаемая только за научные достижения.

## История
После прекращения награждений Константиновской медалью в начале 1930-х годов, РГО оказалось без установленной системы наград общества. Новое положение о медалях и премиях в связи со столетием общества было утверждено Советом Министров СССР в 1946 году. В соответствии с ним Большая золотая медаль становилась высшей наградой общества, вручавшейся раз в три года за наиболее выдающиеся географические исследования, открытия и труды. В СССР вручалась раз в три года за наиболее выдающиеся географические исследования, труды и открытия, присуждение медали сопровождалось премией в 2500 рублей.
С 2010 года присуждается за:

1. Проведённые научные экспедиции по России и другим странам, если результаты их стали широко известными и содержат в себе совершенно новые и исключительно важные сведения в области географии.
2. Выдающиеся исследования, способствующие развитию новых направлений географической науки.
3. Труды, которые привели к разработке новых методов, используемых в географических исследованиях.
4. Многолетние и плодотворные труды в области географических наук, если они по совокупности заслуживают присуждения всех именных золотых медалей, но ещё не были удостоены последних.

## Список награжденных
| Ф. И. О.                                                            | Год присуждения | Информация |
| ------------------------------------------------------------------- | --------------- | --- |
| Главное управление геодезии и картографии при Совете Министров СССР | 1947            | за выполненную Управлением Государственную карту СССР |
| Визе, Владимир Юльевич                                              | 1950            | за труды по различным отраслям географии, проливающие новый свет на принципиально важные и крупные проблемы науки |
| Павловский, Евгений Никанорович                                     | 1954            | за совокупность работ по природной очаговости трансмиссивных болезней |
| Урванцев, Николай Николаевич                                        | 1958            | за совокупность географических работ и исследования в Арктике |
| Альман, Ханс                                                        | 1960            | за совокупность научных работ в разных областях географии, в особенности за географические исследования полярных стран |
| Григорьев, Андрей Александрович                                     | 1965            | за совокупность работ по теории географической науки |
| Калесник, Станислав Викентьевич                                     | 1966            | за цикл работ в области ландшафтоведения, землеведения и гляциологии, а также общей теории физической географии |
| Петров, Михаил Платонович                                           | 1970            | за работы "Пустыни Центральной Азии" тт. I и II и "Пустыни СССР и их освоение" |
| Тронов, Михаил Владимирович                                         | 1972            | за совокупность научных трудов по гляциологии и за многолетние экспедиционные исследования Алтая |
| Покшишевский, Вадим Вячеславович                                    | 1973            | за совокупность работ, охватывающих различные области географических наук |
| Давитая, Феофан Фарнеевич                                           | 1976            | за цикл работ, посвящённых изучению естественного изменения климата и его преобразования под влиянием деятельности человека, а также за работы по общей и сельскохозяйственной климатологии, агрометеорологии, теории водных мелиораций                                 |
| Папанин, Иван Дмитриевич                                            | 1979            | за географический подвиг и громадный вклад в дело организации океанологических исследований в СССР |
| Герасимов, Иннокентий Петрович                                      | 1979            | за работы "Новые пути в геоморфологии и палеографии", "Генетические, географические и исторические проблемы современного почвоведения", "Советская конструктивная география"                                                                                            |
| Мурзаев, Эдуард Макарович                                           | 1985            | за важный географический подвиг: участие в 30-50-е гг. в экспедициях в Каракумы, пустыни Гоби, Джунгарии и Такла-Макан в Центральной Азии; серию трудов, посвященных географии различных районов Центральной Азии и создание "Словаря народных географических терминов" |
| Трёшников, Алексей Федорович                                        | 1988            | за выдающийся географический подвиг, совершение которого сопряжено с огромным трудом и опасностью, участие в арктических и антарктических экспедициях, результаты которых заключают в себе совершенно новые и важные сведения в области географии                       |
| Гвоздецкий, Николай Андреевич                                       | 1991            | за многолетние и плодотворные труды в области географических наук |
| Исаченко, Анатолий Григорьевич                                      | 1994            | за выдающиеся исследования по теории методологии географии и труды, по-новому освещающие принципиально важные и крупные проблемы науки |
| Котляков, Владимир Михайлович                                       | 2005            | за выдающиеся заслуги перед отечественной наукой |
| Чилингаров, Артур Николаевич                                        | 2014            | |
| Величко, Андрей Алексеевич                                          | 2014            | |
| Касимов, Николай Сергеевич                                          | 2016            | За проведённые научные экспедиции, способствующие дальнейшему развитию географии как науки |
| Тишков, Валерий Александрович                                       | 2020            | |
| Разумовский, Владимир Михайлович                                    | 2024            | |